# بين دون
بين دون (بالإنجليزية: Ben Doane)‏ هو لاعب كرة قدم بريطاني، ولد في 22 ديسمبر 1979 في شفيلد في المملكة المتحدة. لعب مع شيفيلد يونايتد ونادي كيترينغ تاون ونادي مانسفيلد تاون.

## وصلات خارجية
- بين دون على موقع قاعدة بيانات كرة القدم.إي يو (الإنجليزية)
- بين دون على موقع Soccerbase.com (لاعب) (الإنجليزية)